# Forcipomyia ishikariensis
Forcipomyia ishikariensis är en tvåvingeart som beskrevs av Yamashita, Kimatura och Nakamura 1957. Forcipomyia ishikariensis ingår i släktet Forcipomyia och familjen svidknott. Inga underarter finns listade i Catalogue of Life.